# 我的天才女友 (电视剧)
我的天才女友（義大利語：L'amica geniale）是一部意大利、美国合拍的电视剧，改编自埃琳娜·費蘭特创作的同名小说。这是《那不勒斯四部曲》中第一部改编为电视剧的小说。 该剧由美国付费有线电视网HBO、意大利RAI电视台以及TIMvision公司联合制作，是美国有线网络和意大利电视网络之间的一次合作生产。  该剧于2018年11月18日在HBO美国付费有线电视网首播，并于2018年11月27日在意大利RAI电视台第一频道和TIMvision网络平台播出。
第二季根据费兰特那不勒斯四部曲小说中的第二部《新名字的故事》改编，已于2018年12月确定档期。 第二季前两集将于2020年1月27日-1月29日在意大利电影院上映，并将于2020年2月10日在意大利RAI电视台第一频道首度播出。
第三季改自四部曲小说中的第三部，《离开的，留下的》，已于2022年2月6日在Rai 1频道首播，并于2022年2月28日在HBO频道首播。 2022年3月，该系列续订第四季，也是最后一季，基于费兰特系列的最后一本小说，《失踪的孩子》。

## 演员表

### 主演
- 盖亚·吉瑞斯饰演拉斐尔·莱拉·塞鲁洛
  - 卢多维卡·纳斯提饰演童年时期的拉斐尔·莱拉·塞鲁洛
- 玛格丽特·马祖科饰演埃莱娜·雷诺
  - 伊丽莎·德杰尼奥饰演童年时期的埃莱娜·雷诺[9]
- 安娜·丽塔·维托洛饰演伊马可拉塔·格雷考，埃莱娜的母亲
- 卢卡·加隆饰演维托里奥·格雷考，门房/埃莱娜的父亲
- 安东尼奥·米洛饰演西尔维奥·索拉纳，索拉纳酒吧的主人
- 伊马·维拉饰演曼努埃拉·索拉纳，西尔维奥的妻子
- 阿莱西奥·加洛饰演米歇尔·索拉纳，西尔维奥和曼努埃拉的儿子
- 瓦伦蒂娜·阿卡饰演努齐娅·塞鲁洛，莱拉的母亲
- 安东尼奥·布昂纳诺饰演费尔南多·塞鲁洛，鞋匠/莱拉的父亲
- 多拉·罗马饰演奥利维罗小姐，埃莱娜和莱拉的小学老师

#### 主要配角
- 安东尼奥饰演堂·阿奇勒，本地的黑帮混混
- 努齐娅·斯齐亚饰演内拉，奥利维勒小姐的表妹

### 其他演员
塞鲁洛家族
- 杰纳罗·德·斯特凡诺饰演里诺·塞鲁洛，莱拉的哥哥
  - 托马索·鲁西亚诺饰演少年里诺·塞鲁洛

格雷考家族
- 阿尔芭·洛瓦赫 饰演埃莱娜·格雷考 (画外音)
  - 伊丽莎白·德·帕洛饰演老年埃莱娜·格雷考
  - 英格丽·德·杰尼奥饰演少年埃莱娜·格雷考
- 马特奥·卡斯塔尔多饰演佩佩·格雷考，埃莱娜的弟弟
  - 伊曼纽尔·诺切里诺饰演少年佩佩·格雷考
- 拉菲尔·诺切里诺饰演吉阿尼·格雷考，埃莱娜的弟弟
  - 托马斯·鲍林饰演少年吉阿尼·格列柯
- 克里斯蒂娜·博托拉饰演艾丽莎·格雷考，埃莱娜的妹妹
  - 萨拉·毛利洛饰演少年艾丽莎·格雷考

卡拉克奇家族
- 萨拉·法兰加饰演玛丽亚·卡拉克奇，唐·阿喀琉斯的妻子
- 乔凡尼·乌拉饰演斯特凡诺·卡拉克奇，唐·阿喀琉斯的儿子
  - 克里斯蒂安·迪·贾科莫饰演少年斯特凡诺·卡拉克奇
- 费德里卡·帕克斯饰演皮努西亚·卡拉克奇，唐·阿喀琉斯的女儿
  - 朱利亚娜·特拉蒙塔诺饰演少年皮努西亚·卡拉克奇
- 法布里齐奥·科顿饰演阿方索·卡拉克奇，唐·阿喀琉斯的儿子
  - 瓦莱里奥·拉维亚诺·萨吉斯饰演少年阿方索·卡拉克奇

佩鲁索家族
- 杰纳罗·卡诺尼科饰演阿尔弗雷多·佩鲁索，一个技艺精湛的木匠
- 莉雅·辛诺饰演约瑟芬·佩鲁索，阿尔弗雷多的妻子
- 爱德华多·斯卡皮塔饰演帕斯夸尔·佩鲁索，阿尔弗雷多和约瑟芬的儿子
  - 弗朗西斯科·卡丽塔饰演少年帕斯夸尔·佩鲁索
- 弗朗西斯卡·佩佩拉饰演卡梅拉·佩鲁索，阿尔弗雷多和约瑟芬的女儿
  - 弗朗西斯卡·贝拉莫利饰演少年卡梅拉·佩鲁索

卡普西奥家族
- 皮娜·迪·杰纳罗饰演梅琳娜·卡普西奥，一个疯狂的寡妇
- 乌尔里克·米娅·阿达·卡普西奥，梅琳娜的女儿
  - 露西亚·曼杜拉饰演少年阿达·卡普西奥
- 克里斯蒂安·吉罗索饰演安东尼奥·卡普西奥，梅琳娜的儿子
  - 多梅尼科·科莫饰演少年安东尼奥·卡普西奥

萨拉托家族
- 伊曼纽尔·瓦伦蒂饰演多纳托·萨拉托，一个火车调度员
- 法布里齐娅·萨奇 饰演莉迪亚·萨拉托的妻子
- 弗朗西斯科·塞皮科饰演尼诺·萨拉托，多纳托和莉迪亚的大儿子
  - 亚历山德罗·纳迪饰演少年尼诺·萨拉托
- 米里亚姆·德安吉洛饰演玛丽莎·萨拉托，多纳托和莉迪亚的女儿
  - 克里斯蒂娜·马格尼饰演少年玛丽莎·萨拉托
- 卡特洛·布诺莫饰演皮诺·萨拉托，多纳托和莉迪亚的儿子
  - 米歇尔·迪·科斯坦佐饰演少年皮诺·萨拉托
- 费德里卡·巴布托饰演克莱莉亚·萨拉托，多纳托和莉迪亚的女儿
  - 费德里卡·瓜里诺饰演年轻的克莱莉亚·萨拉托
- 马蒂亚·伊皮焦饰演西罗·萨拉托，多纳托和莉迪亚的儿子
  - 乔埃·马迪饰演少年西罗·萨拉托

斯坎诺家族
- 西罗·皮列塞饰演尼古拉·斯坎诺，一个蔬菜水果商
- 玛丽娜·西奥帕饰演阿森塔·斯坎诺，尼古拉的妻子
- 乔凡尼·布塞利饰演恩佐·斯坎诺，尼古拉和阿森塔的儿子
  - 文森佐·瓦卡罗饰演少年恩佐·斯坎诺
- 乔琪雅·蒙吉罗饰演菲格利亚·斯坎诺

索拉娜家族
- 埃尔维斯·埃斯波西托饰演马塞洛·索拉娜，曼努埃拉和西尔维奥的儿子
  - 彼得罗沃塔·饰演少年马塞洛·索拉娜
- 阿德里亚诺·塔马洛饰演少年米歇尔·索拉娜，曼努埃拉和西尔维奥的儿子

斯帕诺洛家族
- 米莫·鲁吉尔饰斯帕诺洛先生，索拉娜酒吧的糕点师
- 帕特里齐亚·迪·马蒂诺饰演罗莎·斯帕诺洛，他的妻子
- 罗莎莉亚·兰格罗托饰演吉廖拉·斯帕诺洛，他们的女儿
  - 爱丽丝·德安东尼奥饰演少年吉廖拉·斯帕诺洛

其他角色
- 瓦伦蒂娜·阿雷纳饰演约兰达，一个文具商
- 维托里奥·维维安尼饰演费拉罗先生，图书管理员兼小学教师
- 里卡尔多·帕尔米耶里饰演埃莱娜的同学兼初恋男友吉诺
- 塞尔吉奥·巴西莱饰演格雷斯教授，埃莱娜的高中老师
- 安娜·雷迪饰演加利亚尼教授，埃莱娜的高中老师
- 安东尼奥·马格里昂饰演阿方索，维托里奥·格雷考的朋友

## 原声带
该系列的原声带由马克斯·里希特作曲，并于2018年12月7日由德国留声机公司发行提供数字下载。
此前，单曲《埃琳娜&莱拉》于2018年11月30日发行。

### 其他配乐
这一季的其他配乐全部来自里希特唱片。

## 评价
本剧已获得众多好评。 在烂番茄上，第一季获得93％的“认证新鲜”评级，平均得分为8.41分（满分10分，共54条评论）。该网站评论者认为，“《我的天才女友》是一部恢弘史诗，从最凄凉的环境中汲取出狂放的美。最令观众难忘的是两个主角之间的亲密关系，以及演员们让她们变得生动的绝佳演绎。” 在Metacritic网站上，基于20条评论，它的评分为87分（满分100），表明它获得了“普遍好评”。
里安农·露西·考斯勒特在卫报 上评论道，“看到女性友谊以这样的方式在银幕上被探讨，给人的感觉是革命性的。”